# Припливна електростанція Morild II
Припливна електростанція Morild II — перша в світі плаваюча припливна електростанція.Розташована в потоці Гімсой на Лофотенських островах у Норвегії. Потужність 1,5 МВт, чотири турбіни. Запущена у 2010 році компанією Straum AS.
Має унікальну запатентовану плаваючу конструкцію, яку можна закріпити на різних глибинах, тому її можна розташувати в місцях з ідеальними умовами приливної течії. Має чотири турбіни, які передають потужність через гідравлічну передачу до двох синхронних генераторів. Кожна турбіна складається з двох унікальних дерев'яних турбінних лопатей, які можна повертати на 180 градусів, щоб використовувати енергію в обох напрямках. Електростанцію можна як буксирувати, так і пристиковувати, що дозволяє проводити обслуговування на поверхні та на місці. Передає енергію за допомогою підводного кабелю. Дистанційно керується з берегових систем спостереження.